# Amir Yarahi
Amir Yarahi (* 1995) ist ein deutscher Webvideoproduzent, Buchautor und Synchronsprecher. Unter seinem Pseudonym Kurono, das nach einer Figur aus der Animeserie Gantz benannt ist, betreibt er mehrere YouTube-Kanäle zu den Themen Manga, Anime und Computerspielen.

## Leben
Yarahis Eltern sind persischer Abstammung. Seit dem Abitur studiert er Medienmanagement in Köln. Er lebte von 2014 bis 2017 mit dem YouTuber Julian Hannes („Jarow“) in einer Wohngemeinschaft in Köln. Er lebte eine Zeit lang in Leipzig, aktuell in Portugal.
Yarahi spielt Gitarre und spricht fließend drei Sprachen (Deutsch, Persisch und Englisch). Aufgewachsen ist er im hessischen Bad Vilbel.
Gemeinsam mit Jarow moderierte er 2015–2016 auf RTL II You die TV-Show „Let’s Watch mit Jarow und Kurono“ zum Thema Mystery und das Format Kurow zum Thema Anime. Er war auch an der Webserie TubeClash beteiligt.
2019 spielte er in einer Folge von X-Factor: Das Unfassbare kehrt zurück mit.
In der Hörspiel-Serie Dorian Hunter spricht Yarahi die Rolle des technischen Helfers Colin.
Sein erstes Buch, „Otaku Stories“, erschien am 28. Februar 2020 und wurde zum SPIEGEL-Bestseller.
In Zusammenarbeit mit dem YUNA-Verlag und Aljoscha Jelinek veröffentlichte er den Manga Rise of the Reborn mit Illustrationen von David Füleki, der am 30. November 2022 erschien.

## Synchronsprecher
Yarahi sprach den Charakter Jouji Joe Nezu in der Anime-Serie Prison School. Mit den YouTubern Aaron Troschke („Hey Aaron“) und Julian Hannes („Jarow“) hatte er einen Gastauftritt als Sprecher in dem Disney-Film Findet Dorie.